# Grigny (Ródano)
Grigny é uma comuna francesa na região administrativa de Auvérnia-Ródano-Alpes, no departamento de Ródano. Estende-se por uma área de 5,75 km². Em 2010 a comuna tinha 9 750 habitantes (densidade: 1 695,7 hab./km²).